# Scorn
Scorn var en brittisk musikgrupp som bildades 1991 av de två före detta Napalm Death-medlemmarna Mick Harris och Nicholas Bullen. Bullen lämnade gruppen i april 1995.
Scorns musik var lugn, experimentell industrial med influenser från dub och triphop. Harris spelade in den i sin musikstudio. 10 november 2011 kungjorde Mick Harris att Scorn var ett avslutat projekt. Projektet återuppstod 2019 och skivbolaget Ohm Resistance annonserade att Scorn var igång med skivinspelningar.

## Diskografi
Album
- 1992 – Vae Solis
- 1994 – Colossus
- 1994 – Evanescence
- 1995 – Ellipsis (remixsamling)
- 1996 – Gyral
- 1996 – Logghi Barogghi
- 1997 – Whine
- 1997 – Zander
- 1999 – Anamnesis – Rarities 1994–1997
- 2000 – Greetings From Birmingham
- 2002 – Plan B
- 2004 – List of Takers
- 2007 – Stealth

EPs
- 1992 – Deliverance
- 1992 – Lick Forever Dog
- 1993 – White Irises Blind
- 1994 – Silver Rain Fell
- 1996 – Leave It Out
- 2000 – Imaginaria Award
- 2002 – Governor
- 2011 – Yozza

Singlar
- 1993 – "Lament"
- 1995 – "Stairway" (promo)
- 2008 – "Whistle for It"
- 2008 – "Super Mantis"
- 2008 – "In The Margins"
- 2009 – "Gravel Bed"
- 2010 – "Super Mantis / Gravel Bed (Remixes)"